# Мејсонвил (Кентаки)
Мејсонвил (енгл. Masonville) насељено је место без административног статуса у америчкој савезној држави Кентаки.

## Демографија
По попису из 2010. године број становника је 1.014, што је 61 (-5,7%) становника мање него 2000. године.
| Група             | 2000.         | 2010.       |
| Белци             | 1.064 (99,0%) | 996 (98,2%) |
| Афроамериканци    | 1 (0,1%)      | 3 (0,3%)    |
| Азијати           | 0 (0,0%)      | 2 (0,2%)    |
| Хиспаноамериканци | 2 (0,2%)      | 3 (0,3%)    |
| Укупно            | 1.075         | 1.014       |